# Calisto Calisti
Calisto Calisti (Esanatoglia, 15 febbraio 1925 – Macerata, 16 ottobre 1974) è stato un attore italiano.

## Filmografia parziale

### Cinema
- Messalina Venere imperatrice, regia di Vittorio Cottafavi (1960)
- L'oro di Roma, regia di Carlo Lizzani (1961)
- Il trionfo di Maciste, regia di Tanio Boccia (1961)
- Le sette folgori di Assur, regia di Silvio Amadio (1962)
- Maciste il gladiatore più forte del mondo, regia di Michele Lupo (1962)
- L'arciere delle mille e una notte, regia di Antonio Margheriti (1962)
- Rosmunda e Alboino, regia di Carlo Campogalliani (1962)
- La banda Casaroli, regia di Florestano Vancini (1962)
- Io, Semiramide, regia di Primo Zeglio (1962)
- Maciste l'eroe più grande del mondo, regia di Michele Lupo (1963)
- Omicron, regia di Ugo Gregoretti (1963)
- Sansone contro i pirati, regia di Tanio Boccia (1963)
- Gli schiavi più forti del mondo, regia di Michele Lupo (1964)
- Ercole contro Roma, regia di Piero Pierotti (1964)
- Jim il primo, regia di Sergio Bergonzelli (1964)
- La vendetta di Spartacus, regia di Michele Lupo (1964)
- Agente 3S3 - Passaporto per l'inferno, regia di Sergio Sollima (1965)
- Agente 077 dall'Oriente con furore, regia di Sergio Grieco (1965)
- Una voglia da morire, regia di Duccio Tessari (1965)
- I criminali della metropoli, regia di Gino Mangini (1965)
- È mezzanotte... butta giù il cadavere, regia di Guido Zurli (1966)
- Per qualche dollaro in meno, regia di Mario Mattoli (1966)
- I diafanoidi vengono da Marte, regia di Antonio Margheriti (1966)
- M 5 codice diamanti (A Man Could Get Killed), regia di Ronald Neame e Cliff Owen (1966)
- La resa dei conti, regia di Sergio Sollima (1967)
- Le due facce del dollaro, regia di Roberto Bianchi Montero (1967)
- Straniero... fatti il segno della croce!, regia di Demofilo Fidani (1967)
- Faccia a faccia, regia di Sergio Sollima (1967)
- Corri uomo corri, regia di Sergio Sollima (1968)
- Una pistola per cento bare, regia di Umberto Lenzi (1968)
- Tutto per tutto, regia di Umberto Lenzi (1968)
- Colpo grosso alla napoletana (The Biggest Bundle of Them All), regia di Ken Annakin (1968)
- Prega Dio... e scavati la fossa!, regia di Edoardo Mulargia (1968)
- Ed ora... raccomanda l'anima a Dio!, regia di Demofilo Fidani (1968)
- Colpo di stato, regia di Luciano Salce (1969)
- Orgasmo, regia di Umberto Lenzi (1969)
- La casa delle demi-vierges (Donnerwetter! Donnerwetter! Bonifatius Kiesewetter), regia di Helmut Weiss (1969)
- I dannati della terra, regia di Valentino Orsini (1969)
- Crystalbrain - L'uomo dal cervello di cristallo (Trasplante de un cerebro), regia di Juan Logar (1970)
- Il segreto dei soldati di argilla, regia di Luigi Vanzi (1970)
- Paranoia, regia di Umberto Lenzi (1970)
- 4 mosche di velluto grigio, regia di Dario Argento (1971)
- Un posto ideale per uccidere, regia di Umberto Lenzi (1971)
- Confessione di un commissario di polizia al procuratore della repubblica, regia di Damiano Damiani (1971)
- Indio Black, sai che ti dico: sei un gran figlio di..., regia di Gianfranco Parolini (1971)
- Il sergente Klems, regia di Sergio Grieco (1971)
- Quante volte... quella notte, regia di Mario Bava (1972)
- Il vero e il falso, regia di Eriprando Visconti (1972)
- Revolver, regia di Sergio Sollima (1973)
- Fatevi vivi, la polizia non interverrà, regia di Giovanni Fago (1974)
- Le scomunicate di San Valentino, regia di Sergio Grieco (1974)
- Hold-Up - Istantanea di una rapina, regia di Germán Lorente (1974)

### Televisione
- I masnadieri, regia di Anton Giulio Majano – film TV (1959)
- Le spie (I Spy) – serie TV, episodio 2x03 (1966)
- Le inchieste del commissario Maigret – serie TV, un episodio (1966)
- Operazione ladro (It Takes a Thief) – serie TV, episodio 3x02 (1969)
- Una città in fondo alla strada – miniserie TV (1975)